# سنبل هندی
سُنبُل هندی گیاهی است بلند و عمودی که بلندی آن تا ۲ متر می‌رسد. ساقه آن استوانه‌ای دارای شیارهای عمیق و پرزدار است. برگ‌های آن متقابل و به برگچه‌های زیادی تقسیم می‌شود. هر برگ ۱۱–۷ و گاهی بیشتر برگچه دارد. برگچه‌ها بیضی نوک‌تیز با قاعده پهن و دندانه‌دار است. گل‌ها صورتی به‌طور گروهی در انتهای ساقه گل‌دهنده در اواخر بهار ظاهر می‌شود. 

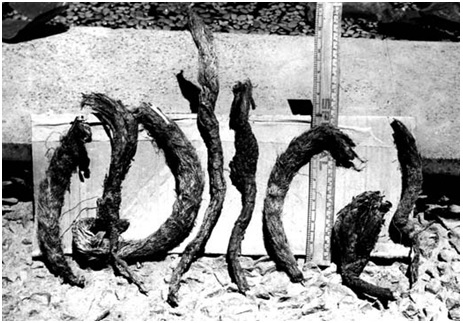
نگاره‌ای از ساختار یک‌نوع سُنبُل هندی در هیمالیا

## ویژگی‌های این گیاه
از تمام اعضای گیاه اعم از اعضای هوایی و ریشه آن بوی مطبوعی متصاعد می‌شود که خیلی جالب و جاذب گربه است و گربه‌ها در اطراف گیاه روی زمین می‌غلطند و احساس لذت می‌کنند. ریشه‌های گیاه به‌صورت افشان به ساقه‌های زیرزمینی آن متصل است و به‌هم پیچیده می‌باشد و همین ساقه زیرزمینی و ریشه گیاه است که در طب سنتی به‌عنوان دارو مصرف می‌شود. سنبل‌الطیب وحشی و صحرایی را معمولاً سنبل‌الطیب صغیر گویند، زیرا پس از کاشتن و پرورش دارای ارتفاع بیشتر و ساقه‌های بلندتری می‌شوند ولی خواص طبی ریشه سنبل‌الطیب وحشی بیش از ریشه سنبل‌الطیب پرورشی است، به همین دلیل و به‌علت اینکه سنبل‌الطیب به‌حالت وحشی به‌قدر کافی و زیاد می‌روید، اصولاً پرورش و کاشتن سنبل‌الطیب معمول نیست. برداشت ریشه سنبل‌الطیب غالباً در بهار قبل از رویش ساقه‌ها انجام می‌شود. معمولاً ریشه از گیاهانی که سن آنها بیشتر از ۳ سال باشد، برداشت می‌شود. معمولاً ساقه‌های زیرزمینی سنبل‌الطیب که پوشیده از ریشک است، به قطعاتی به طول ۵–۲ سانتی‌متر که قطر ساقه زیرزمینی در حدود یک سانتی‌متر است، در بازار عرضه می‌شود. رنگ ریشه سنبل‌الطیب پس از خشک شدن قهوه‌ای تیره است، طعم آن تلخ و خوشبو و معطر می‌باشد. نکته جالب این است که ساقه زیرزمینی و ریشه سنبل‌الطیب که تازه کنده می‌شود، دارای بو و عطر کمی می‌باشد ولی پس از خشک شدن عطر آن خیلی بیشتر می‌شود. از ریشه و ساقه پرزدار سنبل عطری خارج می‌شود. رومیان، یونانیان، عبرانیان و هندیان از عطر آن در مراسم تدفین مرده استفاده می‌کردند.